# Corybas minutus
Corybas minutus là một loài thực vật có hoa trong họ Lan. Loài này được (Drake) Schltr. mô tả khoa học đầu tiên năm 1923.